# Dicksonia
Dicksonia és un gènere de falguera de port arborescent semblant a una palmera, de la família de les Dicksoniàcies. Fou descrita per Charles Louis L'Héritier de Brutelle l'any 1788. El nombre honora al botànic James Dickson.

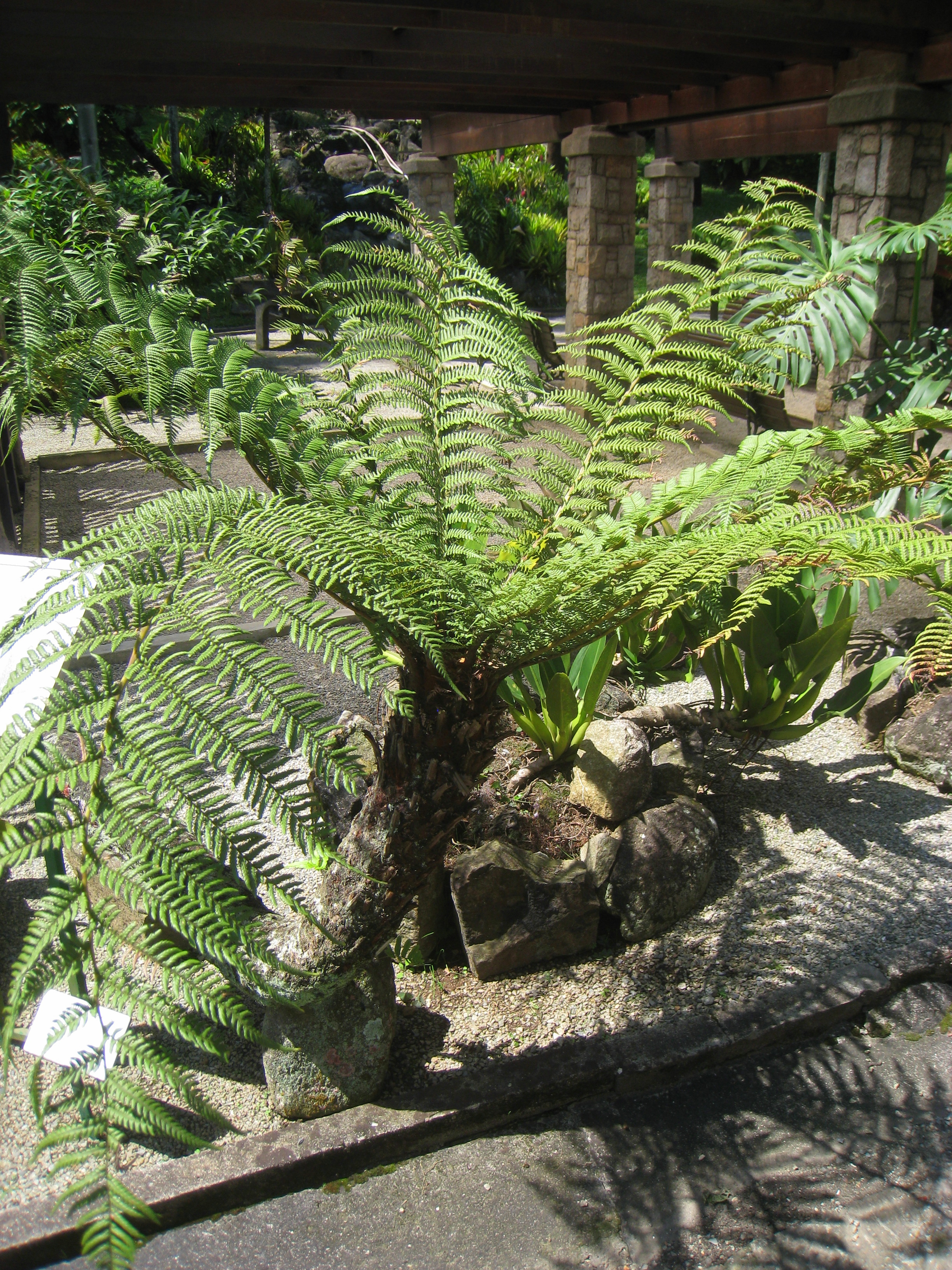
Dicksònia sellowiana

El gènere inclou entre 20 a 25 espècies, distribuïdes de Mèxic a Uruguai i Xile, Santa Helena, Nova Zelanda, Austràlia, Indonèsia, Nova Guinea i Filipines. Nova Guinea, amb cinc espècies, té el major nombre.
Té un rizoma gruixut, que pot assolir uns 60 cm de diàmetre, i una tija vertical, de fins a 10 m d'alçada, coberta de fibres de color bru ataronjat; les fulles (frondes) poden mesurar fins a 2 m, són arquejades i profundament dividides i surten formant una roseta al capdamunt de la tija.
És una espècie molt apreciada com a planta ornamental pel seu port característic i la textura de les seves fulles.
És cultivada a l'aire lliure en jardins temperats litorals, mentre que en zones més fredes només pot viure a l'interior.

## Taxonomia
- Dicksonia antarctica, Soft Tree Fern, falguera arbòria de Tasmània. Austràlia.
- Dicksonia arborescens, Illa de Santa Helena
- Dicksonia archboldii, Nova Guinea
- Dicksonia baudouini, Nova Caledònia
- Dicksonia berteriana, Illes Juan Fernández
- Dicksonia blumei, Indonèsia, Filipines
- Dicksonia brackenridgei, Fiji, Samoa
- Dicksonia externa, Illes Juan Fernández
- Dicksonia fibrosa, Woolly Tree Fern, Kuripaka o Wheki-ponga (en maorí). Nova Zelanda
- Dicksonia grandis, N. Guinea
- Dicksonia herbertii, Nord-est de Queensland, Austràlia
- Dicksonia hieronymi, N. Guinea
- Dicksonia lanata, Tuokuro, N. Zelanda
- Dicksonia lanigera, N. Guinea
- Dicksonia mollis, Indonèsia
- Dicksonia sciurus, N. Guinea
- Dicksonia sellowiana, Xaxim, Samambaiuçu (en portuguès). Sud-est de Mèxic a Amèrica Central i del nord de Sud-amèrica a Bolívia i l'Uruguai.
- Dicksonia squarrosa, falguera arbòria de N. Zelanda, Slender Tree Fern, Rough Tree Fern, Wheki. N. Zealand
- Dicksonia steubelii, nord del Perú.
- Dicksonia thyrsopteroides, Nova Caledònia.
- Dicksonia youngiae, Bristly Tree Fern. Austràlia.